# 高熙喆
高熙喆（1854年—1938年），字仲瑊，一字亦愚。山東省兗州府滕縣城關鎮（今屬棗莊市滕州市）人，原籍浙江省紹興府會稽縣。清末民初政治人物、經學家、史學家、書法家。

## 經歷
自幼熟讀經史，入滕縣道一書院學習，後考選副貢生。
光緒九年（1883年）癸未科會試貢士。
十二年（1886年）丙戌科補殿試第二甲第六十四名進士出身。五月，選翰林院庶吉士。
十五年（1889年），四月散館，授翰林院編修，充國史館協修。誥授朝議大夫。
二十年（1894年）三月，以翰林院編修充甲午科會試同考官，考生張謇以高熙喆為師。；七月，充山西鄉試正考官。
後授貴州道監察御史，轉湖廣道，以直言敢諫著稱。
二十六年（1900年），提出反對山東巡撫袁世凱「痛剿」義和團之行動。五月，以監察御史奏報英國人勘劃威海租界與原條約不符，軍機處與總理衙門飭令袁世凱查明聲復並全力磋商。
二十八年（1902年）十月，請假回籍省親。
二十九年（1903年）六月，補授河南道監察御史。遷工科給事中。
三十年（1904年）八月，升授甘肅寧夏府知府，赴蘭州。
三十二年（1906年），丁內艱離任歸鄉。
三十四年（1908年）七月服闕，補授直隸宣化府知府。
宣統元年（1909年），改調直隸大名府知府。個性節儉，喜好讀書，不攜帶家眷赴任，不聘用門衛、家丁，只有一個老僕供其差使，官署也不置車馬，只養一驢備用。致力革除積弊，提倡文教風俗，推行農工生產；閒暇時則前往中學、師範學校講授經史；大名府鹽商有慣例將每月供鹽折現餽送給知府，高熙喆難以變革舊例，飭令將此資金撥供學校使用。儒雅樸素，時人稱高熙喆為良吏。
二年（1910年），回任宣化府知府。
三年（1911年）年底，宣統帝退位後以大清遺臣自居，棄官歸鄉。重視編纂地方志，認為「風俗者，太平之根本也」，兩度參與滕縣志編纂。
民國二十六年（1937年），日軍南下山東，高熙喆舉家轉徙避難，對時局憤慨。二十七年（1938年）八月，憂憤而死。

## 著作
- 《周易注》
- 《毛詩注》
- 《春秋左氏傳注》
- 《四書說》
- 《高太史文集》十二卷
- 編纂《滕縣鄉土志》一卷
- 編纂《續滕縣志》首三卷